# دیوانگی درباره رقص
دیوانگی دربارهٔ رقص (به انگلیسی: Mad About Mambo) فیلمی محصول سال ۲۰۰۰ و به کارگردانی جان فورته است. در این فیلم بازیگرانی همچون ویلیام اش، کری راسل، برایان کاکس، جیم نورتون و دانیل کالتاگیرونه ایفای نقش کرده‌اند.